# 全国ジャナタ・ダル
全国ジャナタ・ダル（ヒンディー語：राष्ट्रीय जनता दल、英語：Rashtriya Janata Dal、略称：RJD）は、インドの政党で、ジャナタ・ダルから分かれた政党のひとつ。国民ジャナタ・ダル、民族ジャナタ・ダル、国家ジャナタ・ダル、民族人民党、国民党 と訳されることもある。ビハール州を地盤とするが、同州から分かれたジャールカンド州にも勢力を持ち、最近は北東部のマニプル州、ナガランド州でも一定の勢力拡大に成功したため、選挙委員会には全国政党として登録されている。
1997年、ジャナタ・ダルの党首でビハール州の州首相だったラールー・プラサード・ヤーダヴが汚職の嫌疑で逮捕され、釈放された後に主に自派のビハール州組織を率いて離党し創設した。主な支持基盤は中層カーストのヤーダヴとイスラム教徒である。ラールーは自身が州首相を続けられなくなったため、妻のラーブリー・デーヴィーを州首相とし、自分はいわば影の州首相として君臨した。
1998年のローク・サバー（インド下院）総選挙ではビハール州内で17議席を獲得したが、他州への広がりに欠く結果となった。続く1999年の連邦下院選挙ではインド国民会議と選挙協力を結んだが、10議席を失い7議席にとどまった。しかし2000年のビハール州議会議員選挙では勝利し、ラーブリー・デーヴィー州政権を継続させた。
2004年の連邦下院選挙では再びインド国民会議と選挙協力を結び、インド人民党を基軸とするヴァージペーイー国民民主同盟政権が信を失ったこともあり今度は勝利、21議席を獲得して新与党連合・統一進歩同盟の第2勢力となった。選挙後、ラールーはマンモハン・シン内閣に鉄道大臣として入閣し、鉄道行政についてポピュリスト的なパフォーマンス政治を繰り広げ、マスメディアと有権者の耳目を集めた。
しかし2005年のビハール州議会議員選挙では大きく議席を後退させ、ジャナタ・ダル (統一派)とインド人民党が組む国民民主同盟に州政権を明け渡すこととなった。
全国ジャナタ・ダルは2009年の連邦下院選挙においてはサマジワディ党（社会党）などと組んで与党連合から離脱しないまま「世俗戦線」（「第四戦線」）を組んで選挙戦を戦ったが、勢力を大きく後退させ、4議席にとどまった。選挙後、マンモハン・シン統一進歩同盟政権に閣外協力を表明した。
2019年の連邦下院選挙においては、下院の議席を失ったものの、2024年の連邦下院選挙で4議席獲得し、インド国民会議が主導する野党連立連合のインド国家開発包括同盟に連立政党として参加している。